# Suché dny
| Suché dni slovou v katolické církvi čtyrykrát do roka (quatuor tempora, odtud zkr. quatember) se opakující třídenní posty, vždy ve středu, v pátek a v sobotu jednoho téhodne, a sice: po sv. Lucii, po popelečné středě, po sv. Duše a po pozdvižení sv. kříže. Účel jest, aby věřící napomínáni byli, kterak jim v každé době potřebí jest očištění, a povzbuzováni ku kajicnosti. |
| |

Suché dny (suché dny postní [zkratka SDP], též kvatembr nebo kvatembrové dny, dříve též quatember, lat. quatuor temporum, slovensky suché dni nebo kántry) se v římskokatolické církvi nazývají postní dny středa, pátek a sobota, které se v církevním roce opakují čtyřikrát, a to v týdnu po třetí neděli adventní, po první neděli postní, ve svatodušním týdnu a po svátku Povýšení svatého Kříže. Jednotlivé kvartály, na které je rok suchými dny rozdělen, nejsou stejně dlouhé, nicméně se suché dny víceméně kryjí se začátky jednotlivých ročních období. Původ suchých dní není zcela zřejmý; možná, že původně vznikly v návaznosti na zemědělský rok a souvisejí se sklizněmi na jaře (ozim), v létě (jař) a na podzim (víno),. Vznikají asi již ve 3. století, zprvu byly pouze třikrát do roka a jarní termín byl zaveden až v 5. století. V průběhu času se na ně navázala řada důležitých událostí veřejného života, v českém prostředí třeba zasedání zemského soudu. V církvi byly dříve dny spojeny také s udílením nižších svěcení.
Dominik Ettler uvádí: Quatember (nebo též kvatembr) připadal čtyřikrát v roce (jaro, léto, podzim, zima). Bylo to několikadenní období prosebných a děkovných modliteb. Quatember měl kající ráz. Vždy byl spojen také se zemědělstvím a úrodou. V tyto dny bylo dříve zvykem udělovat jáhenská či kněžská svěcení. Více ke kvatembru viz J. N. Sedlák
Na severu Itálie, ve Furlansku, existovaly lidové pověry o benandantech, jakýchsi hodných čarodějích, kteří právě o těchto suchých dnech bojovali proti zlým čarodějnicím pomocí fenyklových ratolestí. Když vyhráli, úroda dalšího roku měla být bohatá, a když v tyto suché dny boj prohráli, úroda byla špatná.

## Trivia
Od suchých dnů je odvozen název polského města Suchedniów.

## Souvislosti
Páter Karel Method Klement založil na jaře 1928 Quatembrový věstník pro katolický lid (Praha: Haléř sv. Vojtěcha). Časopis vycházel čtyřikrát ročně, také jako Kvatembrový odkaz: vydávaný spolkem „Haléř sv. Vojtěcha“ k podporování kněžského dorostu. (Praha: Haléř sv. Vojtěcha, 1928–1934) a Kvatembrový věstník (Praha: Haléř sv. Vojtěcha, 1935–1941). Vycházel do léta 1941 a páter Method Klement byl po celou dobu jeho zodpovědným redaktorem.